# The Session... Recorded in London with Great Artists
Albums de Jerry Lee Lewis
Who's Gonna Play This Old Piano?
(1972) Sometimes a Memory Ain't Enough
(1973)
The Session... Recorded in London with Great Guest Artists est un double album de Jerry Lee Lewis, enregistré sous le label Mercury Records et sorti en 1973. Il est enregistré à Londres. Jerry Lee Lewis y est accompagné de musiciens britanniques, dont notamment Peter Frampton et Albert Lee, Rory Gallagher, Alvin Lee, Kenney Jones, Gary Wright, Matthew Fisher de Procol Harum et Klaus Voormann.

## Liste des chansons
Disque 1, face A
1. Drinking Wine, Spo-Dee O'Dee (McGhee/Williams)
2. Music to the Man
3. Baby What You Want Me to Do (Jimmy Reed)
4. Bad Moon Rising (John Fogerty)
5. Sea Cruise (Huey "Piano" Smith)

Disque 1, face B
1. Jukebox (Colton/Hodges/Lee)
2. No Headstone on My Grave (Charlie Rich)
3. Big Boss Man (en) (Dixon/Smith)
4. Pledging My Love (en) (Robey/Washington)
5. Memphis (Chuck Berry)

Disque 2, face A
1. Trouble in Mind (Richard M. Jones)
2. Johnny B. Goode (Chuck Berry)
3. High School Confidential (Ron Redgrave/Jerry Lee Lewis)
4. Early Morning Rain (en) (Gordon Lightfoot)

Disque 2, face B
1. Whole Lotta Shakin' Goin' On (David/Williams)
2. Sixty Minute Man (Billy Ward, Rose Marks)
3. Movin' On Down The Line (Sam Phillips)
4. What'd I Say (Ray Charles)
5. Rock & Roll Medley : Good Golly, Miss Molly (Marascalco/Blackwell) / Long Tall Sally (Johnson/Blackwell/Penniman) / Jenny, Jenny / Tutti Frutti (Penniman/LaBostrie) / Whole Lot of Shakin' Goin' On

### Personnel
- Guitares acoustiques : Drew Croon, Gary Taylor, Kenneth Lovelace, Ray Smith
- Guitares électriques : Albert Lee, Alvin Lee, Chas Hodges, Joe Jammer, Mick Jones, Peter Frampton, Rory Gallagher
- Guitares bottleneck : Delaney Bramlett, Rory Gallagher, Brian Parrish
- Steel Guitar : B. J. Cole
- Basse : Chas Hodges, John Gustafson, Klaus Voorman
- Piano, Jerry Lee Lewis, Chas Hodges, Tony Ashton
- Piano électrique : Andy Bown, Peter Robinson
- Orgue : Andy Bown, Gary Wright, Matthew Fisher, Tony Ashton
- Batterie : Kenney Jones, Mike Kellie, Pete Gavin
- Percussions : Brian Parrish, Gary Taylor, Jerry Lee Lewis Jr., Matthew Fisher, Mick Kellie, Pete Gavin, Ray Smith, Steve Rowland, Tony Ashton, Tony Colton
- Chœurs : Casey Synge, Dari Lalou, Karen Friedman, Thunderthighs
- Chant : Chas Hodges
- Violon : Kenneth Lovelace
- Piano, chant : Jerry Lee Lewis

## Source de la traduction
- (en) Cet article est partiellement ou en totalité issu de l’article de Wikipédia en anglais intitulé « The Session...Recorded in London with Great Artists » (voir la liste des auteurs).